# Steve Benthin

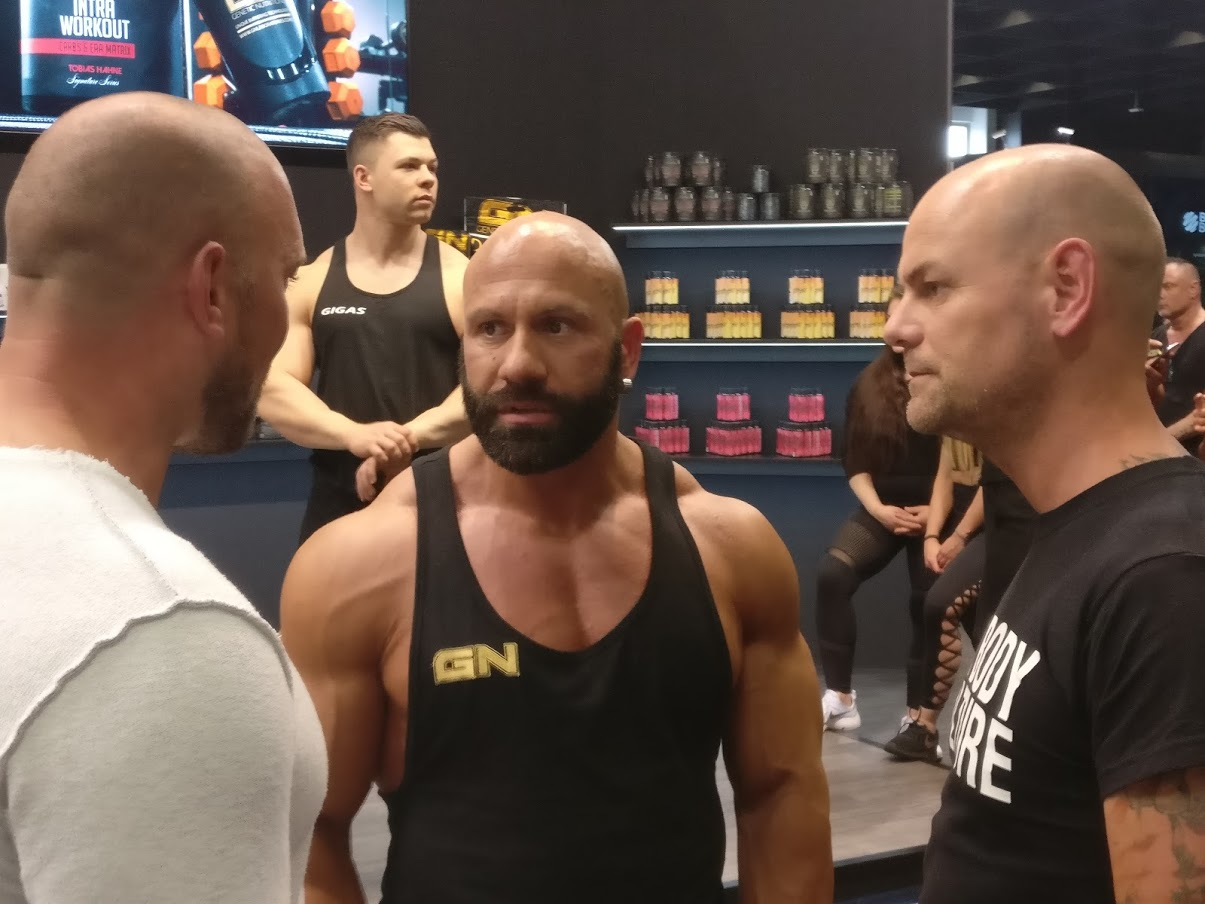
Steve Benthin (M.) auf der Fibo 2019

Steve Benthin (* 17. Februar 1982 in Schwerin), auch bekannt als Hans Hoffmann, ist ein deutscher IFBB-Profi-Bodybuilder. Seine Procard erhielt er durch den Sieg der Internationalen Deutschen Bodybuilding- und Fitness-Meisterschaft des DBFV im November 2011. Er steht unter Vertrag bei NeoSupps und Smilodox.

## Wettbewerbe
- 2002 Sieger Norddeutsche Meisterschaft Junioren IFBB
- 2002 Gesamtsieger Deutsche Meisterschaft Junioren IFBB
- 2002 2. Platz Ostdeutsche Meisterschaft Junioren NAC Germany
- 2002 Sieger Deutsche Meisterschaft Junioren NAC Germany
- 2002 2. Platz Teneriffa NAC-NABBA Junioren
- 2003 Sieger Ostdeutsche Meisterschaft Junioren NAC Germany
- 2003 Sieger Deutsche Meisterschaft Junioren NAC Germany
- 2003 3. Platz Mr. Universum NAC-NABBA Junioren
- 2004 Sieger Ostdeutsche Meisterschaft Junioren NAC Germany
- 2004 2. Platz Ostdeutsche Meisterschaft Männer3 NAC Germany
- 2004 Sieger Deutsche Meisterschaft Junioren NAC Germany
- 2004 2. Platz Deutsche Meisterschaft Männer3 NAC Germany
- 2004 Sieger Weltmeisterschaft NAC-NABBA Junioren
- 2005 2. Platz Deutsche Meisterschaft Männer3 NAC Germany
- 2005 3. Platz Athen NAC-NABBA Männer3
- 2006 Gesamtsieger Norddeutsche Meisterschaft Männer4 IFBB
- 2006 Sieger Berliner Meisterschaft Männer4 IFBB
- 2006 Sieger Deutsche Meisterschaft Männer3 IFBB
- 2006 2. Platz Body-Xtreme Invitational IFBB
- 2011 Sieger Männer III und Gesamtsieger Internationale Deutsche Meisterschaft des DBFV
- 2017 2. Platz Prag Pro (212)[4]
- 2018 6. Platz New York Pro (212)[5]
- 2018 5. Platz Alicante Veronica Gallego Pro (212)
- 2019 5. Platz New York Pro (212)[6]
- 2019 3. Platz Vancouver Pro (212)[4]
- 2019 16. Platz Mr. Olympia (212)[4]
- 2020 5. Platz Europa Pro, Alicante (212)[7]
- 2020 3. Platz British Grand Prix (212)[8]
- 2021 2. Platz Mr.Big Evolution Pro (212)[9]
- 2021 16. Platz Mr. Olympia (212)[10]
- 2022 6. Platz New York Pro (212)[11]
- 2022 3. Platz Empro Classic Pro Spain (212)[12]